# كلايف كولبي
كلايف كولبي (16 فبراير 1944 في جنوب أفريقيا - 20 سبتمبر 2016) (بالإنجليزية: Clive Kolbe)‏ هو لاعب كريكت جنوب أفريقي.

## وصلات خارجية
- كلايف كولبي على موقع إي آس بي آن كريك إنفو (الإنجليزية)